# KFC Excelsior Vorst
KFC Excelsior Vorst is Belgische voetbalclub uit Vorst, een deelgemeente van Laakdal. De club is aangesloten bij de KBVB met stamnummer 2894 en heeft groen en wit als kleuren. De club speelt in de provinciale reeksen.

## Geschiedenis
In Vorst werd na de Eerste Wereldoorlog een voetbalclub opgericht en men ging bij de Vlaamse Voetbalbond voetballen. Men verhuisde die eerste jaren een paar maal van terrein. Op het eind van de jaren 20 sloot men zich aan bij de Belgische Voetbalbond, waar men stamnummer 2894 kreeg.
Vorst bleef de volgende decennia in de provinciale reeksen spelen. In 1968 werd de club bij het 50-jarig bestaan koninklijk. De club kende sportief een goede periode tijdens de jaren 70. In 1970/71 kon men deelnemen aan de Beker van België, waar men tegen Olympia Gent, FC Itegem, Wezel Sport en derdeklasser K. Lyra kon spelen. In 1975 werd Vorst kampioen in Tweede Provinciale C en promoveerde zo naar het hoogste provinciale niveau, Eerste Provinciale. Men bleef er elf jaar onafgebroken spelen.
Halverwege de jaren 80 kende de club een terugval. In 1986 zakte men weer naar Tweede Provinciale en een jaar later naar Derde. De club kon nog even terugkeren, maar bleef de volgende jaren in de lagere provinciale reeksen spelen.